# Andrew Edwards
Pour les articles homonymes, voir Edwards.
Andrew Edwards, né le 25 novembre 1998, est un coureur cycliste sud-africain.

## Biographie
En 2016, Andrew Edwards est heurté à l'entraînement par un automobiliste, tout comme son coéquipier et ami Christopher Mlothswa. Victime d'une fracture de la clavicule, il subit une lourde opération chirurgicale. 
En 2017, il obtient une médaille de bronze en poursuite par équipes aux championnats d'Afrique sur piste, à Durban. L'année suivante, il s'impose en solitaire sur la deuxième étape du Tour de Limpopo,.

## Palmarès sur route

### Par année
- 2018
  - 2e étape du Tour de Limpopo
- 2019
  - 3e étape du Tour de Bonne-Espérance (contre-la-montre par équipes)
  - Panorama Tour :
    - Classement général (avec Calvin Beneke)
    - 3e étape (avec Calvin Beneke)

### Classements mondiaux
| Année           | 2018 |
| --------------- | ---- |
| UCI Africa Tour | 177e |

## Palmarès sur piste

### Championnats d'Afrique
- Durban 2017
  -  Médaillé de bronze de la poursuite par équipes